# Дайніс Озолс
Дайніс Озолс (11 вересня 1966) — радянський велогонщик.
Бронзовий призер Олімпійських Ігор 1992 року в груповій шосейній гонці, учасник 1996 року.